# Glipa aurata
Glipa aurata es una especie de coleóptero de la familia Mordellidae.

## Distribución geográfica
Habita en las Filipinas.